# Masking Threshold
Pour plus de détails, voir Fiche technique et Distribution.
Masking Threshold est un film dramatique horrifique autrichien, écrit et réalisé par Johannes Grenzfurthner, sorti en 2021.
Masking Threshold a été présenté pour la première fois au Fantastic Fest 2021 à Austin.

## Synopsis
Un geek sceptique tente de soigner sa perte d'audition torturante en menant une série d'expériences dans son laboratoire domestique de fortune.
Le film combine le style d'une pièce de théâtre de chambre, d'une procédure scientifique et l'esthétique des vidéos YouTube d'unboxing ou de DIY, avec des éléments de body horror et des techniques familières au cinéma expérimental. Grenzfurthner considère que le film s'inscrit dans la tradition du cinéma extrême, mais avec des éléments d'horreur psychologique. 

## Accueil de la critique
La réaction de la critique a été positive. Il a reçu un score de 100% sur Rotten Tomatoes.